# 화순 성화명 도로수축시주목록 암각기문
화순 성화명 도로수축시주목록 암각기문(和順成化銘道路修築施主目錄岩刻記文)은 대한민국 전라남도 화순군 능주면 잠정리에 위치한 바위에 새겨진 암각문이다. 1995년 12월 26일 전라남도의 기념물 제162호에 지정되었다.

## 개요
능성현 남쪽 오리정(五里亭)이라는 정자 앞부터 구질건연(仇叱健硯)까지의 도로공사에 시주했던 사람들의 이름을 새겨 놓은 암벽이다.
기록에는 여고리라는 지명이 나오고, 여러 사람들의 이름이 나오나 확인되는 사람은 대시주로 기록된 구용연(1450∼1534) 뿐이다. 사람들의 이름은 모두 시주, 화주, 거사 등 불교적 용어로 표현되어 있는데, 이로 보아 불교의 신앙단체가 도로공사에 도움을 준 것으로 보인다.
조선 성종 16년(1485)에 새긴 것으로, 당시의 도로공사에 지방민들의 경제적 도움을 얻었다는 구체적 사실을 알려준다. '성화 21년'(조선 성종 16년에 해당함)이라는 연대가 쓰여 있고, 오리정 및 구질건연, 여고리와 같은 지명이나, 시주한 사람들의 이름 및 시주 등급을 기록하고 있어 당시 지방사의 연구에 중요한 자료가 되고 있다.

## 참고 자료
- 화순 성화명 도로수축시주목록 암각기문 - 국가유산청 국가유산포털